# 浄国寺 (さいたま市)
浄国寺（じょうこくじ）は、埼玉県さいたま市岩槻区にある浄土宗の寺院である。山号は仏眼山。院号は英隆院。本尊は阿弥陀如来。

## 歴史
1587年（天正15年）岩槻城主太田氏房の開基、清巌の開山により創建されたという。早い時期から浄土宗の檀林が置かれ、江戸時代には浄土宗の触頭であった。

## 文化財
県指定有形文化財(古文書）
- 浄国寺日鑑[1]